# Tennessee Firebird
Albums de Gary Burton
The Time Machine
(1966) Duster
(1967)
Tennesse Firebird est un album de jazz du vibraphoniste américain Gary Burton enregistré en septembre 1966 et commercialisé en 1967.

## Liste des titres
| No  | Titre                                     | Musique        | Durée |
| --- | ----------------------------------------- | -------------- | ----- |
| 1.  | Gone                                      | Smokey Rogers  | 4:52  |
| 2.  | Tennesse Firebird                         | Gary Burton    | 2:57  |
| 3.  | Just Like a woman                         | Bob Dylan      | 3:48  |
| 4.  | Black is the color of my true love's hair | Traditionnelle | 1:53  |
| 5.  | Faded Love                                | Bob Wills      | 3:22  |
| 6.  | Panhadle Rag                              | Leon McAuliffe | 1:33  |
| 7.  | I can't help it                           | Hank Williams  | 2:54  |
| 8.  | I want you                                | Bob Dylan      | 3:28  |
| 9.  | Alone and Forsaken                        | Hank Williams  | 2:49  |
| 10. | Walter.L                                  | Gary Burton    | 4:41  |
| 11. | Born to lose                              | Frankie Brown  | 2:43  |
| 12. | Beauty Contest                            | Hank Williams  | 1:25  |
| 13. | Epilogue                                  | Gary Burton    | 0:23  |